# Interstellarer Raum

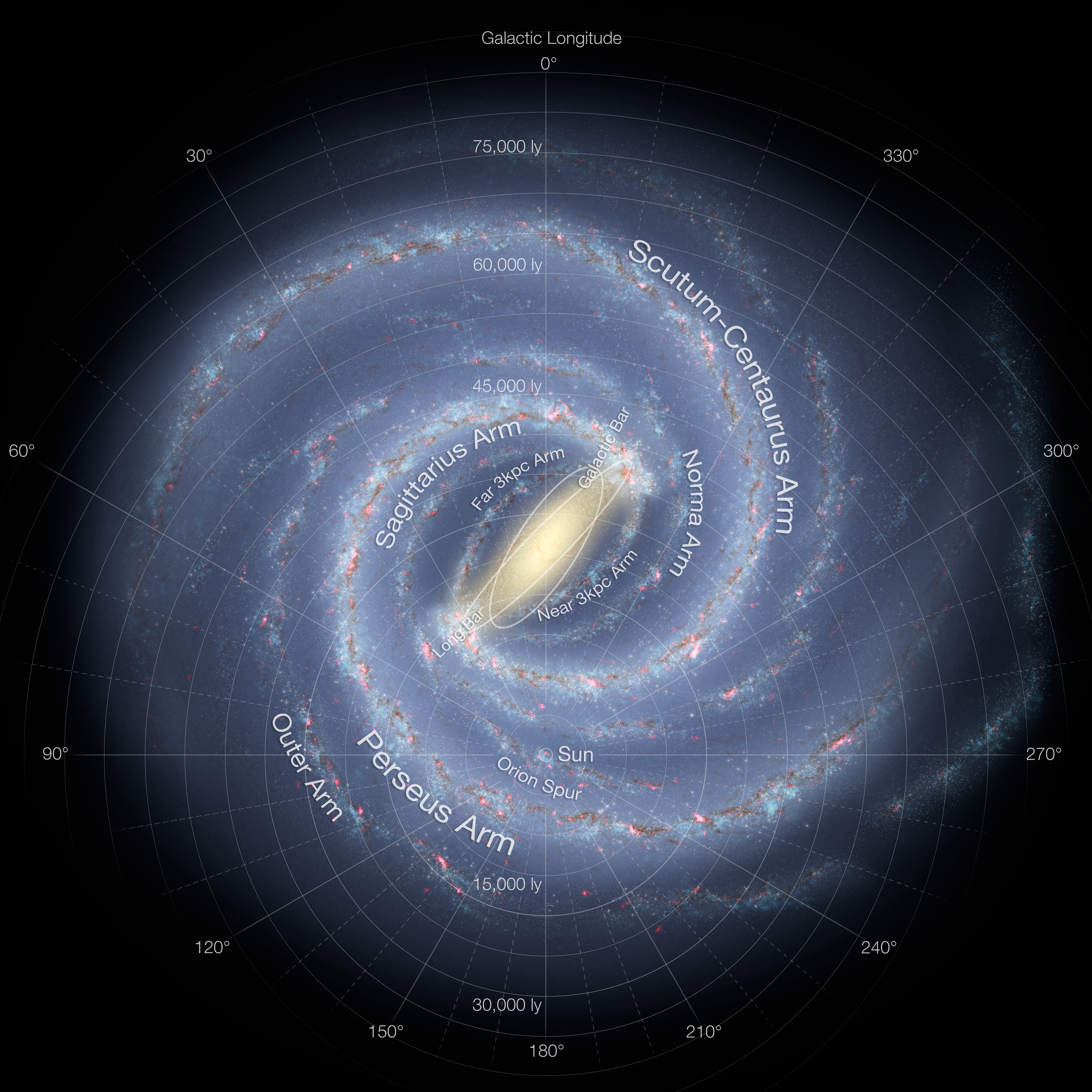
Räume zwischen den Sternen der Milchstraße

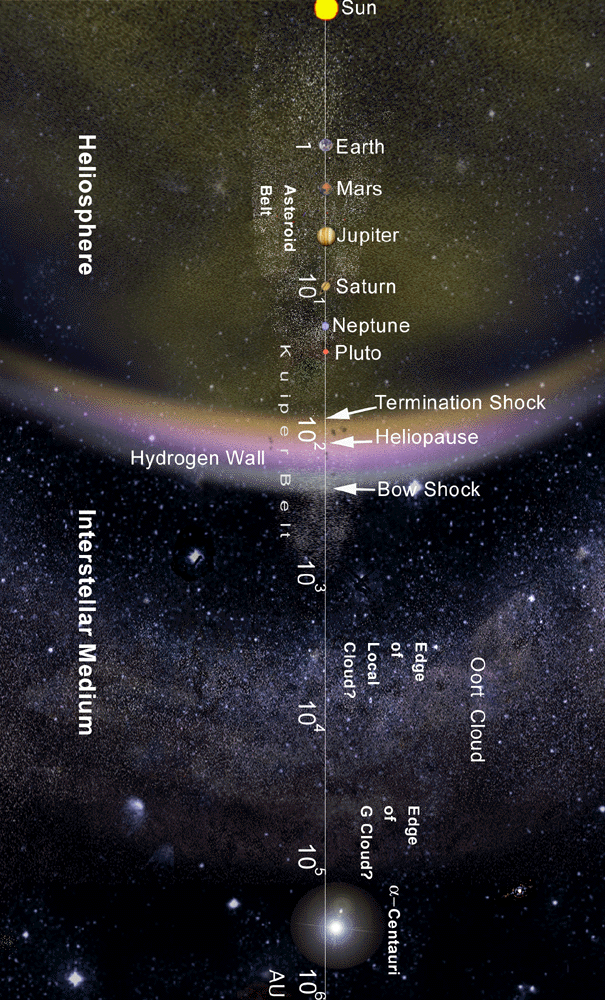
Raum zwischen Sonne und Alpha Centauri (Entfernungen in logarithmischer Darstellung)

Der interstellare Raum (lateinisch inter stellas ‚zwischen den Sternen‘) ist das sternferne Weltraumgebiet innerhalb einer Galaxie. Es ist erfüllt vom interstellaren Medium.
In diesem Gebiet sind die Astrosphären, die sternnahen Räume um die Sterne, eingestreut. Innerhalb der Astrosphären liegt der dichtere, vom Sternwind erfüllte interplanetare Raum, außerhalb der Galaxien liegt der dünnere intergalaktische Raum.
Die Grenze zwischen interplanetarem und interstellarem Raum wird durch die Astropausen der jeweiligen Sterne definiert. Im Fall der Sonne ist dies die Heliopause der Heliosphäre, an welcher der Sonnenwind vom interstellaren Medium gestoppt wird. Dieser Grenzbereich ist ca. 120 astronomische Einheiten (AE) (18 Milliarden Kilometer) von der Sonne entfernt; das ist die vierfache mittlere Entfernung zwischen Sonne und Neptun.
Analog wird die Grenze zwischen interstellarem und intergalaktischem Raum durch einen nach außen getriebenen galaktischen Gasstrom definiert, der im Außenbereich der Galaxien mit der intergalaktischen Materie eine Grenzschicht bildet.
Die Raumsonde Voyager 1 erreichte am 25. August 2012 als erstes menschengeschaffenes Objekt den interstellaren Raum und sendet weiterhin Messdaten zur Erde. Voyager 2 folgte am 5. November 2018.
Reisen durch den interstellaren Raum sind ein beliebtes Thema der Science-Fiction. Technisch realisierbar sind derartige Projekte aufgrund der enormen Entfernungen für die Menschheit bislang nicht.